# Stéphane Sparagna
Stéphane Sparagna, né le 17 février 1995 à Marseille (Bouches-du-Rhône), est un footballeur français qui évolue au poste de défenseur central en équipe réserve de l'Olympique de Marseille.

## Biographie

### Olympique de Marseille
Ancien jeune de l'USPEG, Stéphane Sparagna est formé à l'Olympique de Marseille. Lors de la saison 2014-2015, il impressionne tout d'abord l'entraîneur adjoint Diego Reyes, envoyé en éclaireur pour préparer le groupe Élite. Par la suite, il se distingue lors des entraînements au point que l'entraîneur de l'époque, Marcelo Bielsa, le lance dans le grand bain lors de matchs amicaux de pré-saison.
Le 9 août 2014, il joue son premier match sous le maillot phocéen en tant que titulaire face au SC Bastia (3-3) lors de la première journée de championnat. Le 1er mai 2015, il se voit proposer son premier contrat professionnel par l'Olympique de Marseille. Souvent utilisé lors du début de saison 2015-2016, il dispute son premier match européen lors des phases de poules de Ligue Europa contre le FC Groningue (victoire 0-3).
Le 24 juillet 2016, il est prêté à l'AJ Auxerre qui évolue en Ligue 2 afin de gagner du temps de jeu. Il participe à trente-trois rencontres toutes compétitions confondus avec le club bourguignon.

### Boavista FC
Le 19 juin 2017, il quitte l'Olympique de Marseille et rejoint le club portugais du Boavista FC pour trois saisons. Pour sa première saison, il joue vingt-quatre matches dont la majorité en championnat durant lequel le club termine à la 8e place. Victime d'une déchirure du ménisque en fin de saison puis de rechutes, il ne dispute que quatre matches de Liga NOS lors de la saison 2018-2019. En juin 2019, il fait part de son désir de trouver un nouveau challenge sportif, privilégiant notamment un retour en France.

### União Desportiva Franquense
En janvier 2020, libre, il s'engage avec le club du União Desportiva Vilafranquense en Liga NOS 2. Il ne joue que deux matchs avant l'arrêt du championnat dû à la pandémie de Covid-19 mais marque le premier but de sa carrière en club lors d'une victoire trois buts à deux contre l'équipe réserve du FC Porto. La saison suivante, il prend part à vingt-cinq rencontres.

### Red Star FC
Le 24 août 2021, il s'engage en faveur du Red Star qui évolue en National 1. Il quitte le Red Star le 1er juillet 2023 après avoir joué quatorze matchs.

### Aubagne FC
Le 10 septembre 2023, il s'engage avec l'Aubagne FC, qui évolue en National 2. Il n'y reste que quelques mois puisqu'il quitte le club dès le mois de janvier pour rejoindre l'équipe réserve de l'Olympique de Marseille.

### Sélections nationales
Stéphane Sparagna est appelé pour la première fois en équipe de France moins de 20 ans en octobre 2014 pour la double confrontation contre la République Tchèque. En mai 2015, il participe au tournoi de Toulon. Lors du premier match contre les États-Unis, il est capitaine et marque son premier but en sélection (victoire 3-1). Il remporte le Tournoi de Toulon 2015 après avoir été capitaine lors de l'intégrale des rencontres et de nouveau buteur lors de la finale contre le Maroc, remporté trois buts à un.
En novembre 2015, il est appelé pour la première fois en équipe de France espoirs pour les qualifications du championnat d'Europe. Il est titularisé contre la Macédoine mais il est expulsé à l'heure de jeu après un second avertissement.

## Statistiques
Le tableau ci-dessous retrace la carrière de Stéphane Sparagna depuis ses débuts :
| Saison                | Club                            | Championnat           | Championnat | Championnat | Coupe nationale | Coupe nationale | Coupe de la Ligue | Coupe de la Ligue | Compétition(s) continentale(s) | Compétition(s) continentale(s) | Compétition(s) continentale(s) | Total | Total |
| Saison                | Club                            | Division              | M.          | B.          | M.              | B.              | M.                | B.                | Comp.                          | M.                             | B.                             | M.    | B.    |
| 2014-2015             | Olympique de Marseille          | Ligue 1               | 4           | 0           | -               | -               | -                 | -                 | -                              | -                              | -                              | 4     | 0     |
| 2015-2016             | Olympique de Marseille          | Ligue 1               | 8           | 0           | 1               | 0               | 2                 | 0                 | C3                             | 4                              | 0                              | 15    | 0     |
| Sous-total            | Sous-total                      | Sous-total            | 12          | 0           | 1               | 0               | 2                 | 0                 | -                              | 4                              | 0                              | 19    | 0     |
| 2016-2017             | AJ Auxerre (prêt)               | Ligue 2               | 29          | 0           | 2               | 0               | 2                 | 0                 | -                              | -                              | -                              | 33    | 0     |
| 2017-2018             | Boavista FC                     | Primeira Liga         | 22          | 0           | 1               | 0               | 1                 | 0                 | -                              | -                              | -                              | 24    | 0     |
| 2018-2019             | Boavista FC                     | Primeira Liga         | 4           | 0           | -               | -               | -                 | -                 | -                              | -                              | -                              | 4     | 0     |
| Sous-total            | Sous-total                      | Sous-total            | 26          | 0           | 1               | 0               | 1                 | 0                 | -                              | -                              | -                              | 28    | 0     |
| 2019-2020             | União Desportiva Vilafranquense | Liga 2                | 2           | 1           | -               | -               | -                 | -                 | -                              | -                              | -                              | 2     | 1     |
| 2020-2021             | União Desportiva Vilafranquense | Liga 2                | 25          | 0           | 3               | 0               | -                 | -                 | -                              | -                              | -                              | 28    | 0     |
| Sous-total            | Sous-total                      | Sous-total            | 27          | 1           | 3               | 0               | -                 | -                 | -                              | -                              | -                              | 30    | 1     |
| 2021-2022             | Red Star                        | National 1            | 12          | 0           | 2               | 0               | -                 | -                 | -                              | -                              | -                              | 14    | 0     |
| 2022-2023             | Red Star                        | National 1            | -           | -           | -               | -               | -                 | -                 | -                              | -                              | -                              | 0     | 0     |
| 2023-2024             | Aubagne FC                      | National 2            | 8           | 1           | 2               | 0               | -                 | -                 | -                              | -                              | -                              | 10    | 1     |
| 2023-2024             | Olympique de Marseille rés.     | National 3            | 7           | 0           | -               | -               | -                 | -                 | -                              | -                              | -                              | 7     | 0     |
| 2024-2025             | Olympique de Marseille rés.     | National 3            | 8           | 1           | -               | -               | -                 | -                 | -                              | -                              | -                              | 8     | 1     |
| Sous-total            | Sous-total                      | Sous-total            | 15          | 1           | -               | -               | -                 | -                 | -                              | -                              | -                              | 15    | 1     |
| Total sur la carrière | Total sur la carrière           | Total sur la carrière | 129         | 3           | 11              | 0               | 5                 | 0                 | -                              | 4                              | 0                              | 149   | 3     |

## Palmarès

### En club
Stéphane Sparagna est champion de France CFA 2 (5e division) avec l'équipe réserve de l'Olympique de Marseille.

### En sélection
En sélection, il remporte du Tournoi de Toulon 2015 avec l'équipe de France des moins de 20 ans.